# Heidi Honeycutt
Heidi Honeycutt és una periodista, autora, actriu, cineasta, programadora cinematogràfica i cofundadora estatunidenca de l'Etheria Film Night, amb seu a Los Angeles, un festival de cinema que mostra curtmetratges de dones directores. Va establir el festival l'any 2014 amb Stacy Pippi Hammon, i n'és la directora de programació. Honeycutt i Hammon van dirigir anteriorment el Viscera Film Festival juntament amb Shannon Lark. Com a periodista, Honeycutt ha escrit per a revistes com Fangoria i Famous Monsters of Filmland.
El 2007, Honeycutt va escriure, produir i protagonitzar el curtmetratge Wretched , que també va codirigir amb Leslie Delano. També va aparèixer com a ella mateixa en el fals documental de terror  The Once and Future Smash. El 2024, va exercir com a presidenta del jurat de la cerimònia de lliurament dels premis del Concurs Internacional de Curtmetratges al 28è Festival Internacional de Cinema FanTasia.